# Planet Simpson: How a Cartoon Masterpiece Documented an Era and Defined a Generation
Planet Simpson: How a Cartoon Masterpiece Documented an Era and Defined a Generation of simpelweg Planet Simpson is een boek over de animatieserie The Simpsons.
Het boek, geschreven door Chris Turner beschrijft de impact die de serie heeft gehad op de volkscultuur. Verder bevat het boek veel kijkjes achter de schermen, een analyse van de satirische humor uit de serie, een reeks citaten en triviale en informatieve feiten over de serie. Het boek verscheen in 2004.

## Hoofdstukken
- Voorwoord door Douglas Coupland
- Introductie: The Birth of the Simpsonian Institution
- Hoofdstuk 1: The Life & Times of The Simpsons
  - Een korte geschiedenis van de show: de bedenkers, e schrijvers, een studie van de humor. Beschrijft ook de nakomelingen en “voorouders” van de serie.
- Hoofdstuk 2: Homer's Odyssey
  - Focust op Homer Simpson
- Hoofdstuk 3: Bart Simpson, Punk icon
  - Focust op Bart Simpson en de belangrijkste bijpersonages rondom hem zoals Sideshow Bob, Krusty en Seymour Skinner.
- Hoofdstuk 4: Citizen Burns
  - Focust op Mr. Burns, met extra informatie over Jack Larson, Eerwaarde Timothy Lovejoy, Lindsey Naegle, Joe Quimby, Waylon Smithers, Squeaky Voiced Teen, Clancy Wiggum, en Wiseguy.
- Hoofdstuk 5: Lisa Lionheart
  - Focust op Lisa Simpson.
- Hoofdstuk 6: Marge Knows Best
  - Focust op Marge Simpson, met extra informatie over Ned Flanders en Abraham Simpson.
- Hoofdstuk 7: The Simpsons in Cyberspace
  - Focust op de invloed van de show op internet en vice-versa. Bevat ook informatie over het personage Comic Book Guy.
- Hoofdstuk 8: The Ugly Springfieldianite
  - Focust op The Simpsons in de Verenigde Staten en in andere landen. Bevat ook informatie over Apu en Groundskeeper Willie.
- Hoofdstuk 9: The Simpsons Go Hollywood
  - Focust op hoe de show Hollywood en beroemdheden op de hak neemt, en de vele beroemdheden die een gastrol hebben gehad in de serie. Bevat extra informatie over Kent Brockman, Krusty, Troy McClure en Rainier Wolfcastle.
- Hoofdstuk 10: The Simpsons Through the Looking Glass
  - Focust op hoe de show de volkscultuur op de hak neemt.
- Hoofdstuk 11: Planet Simpson
  - De conclusie.

## Top 5 afleveringen
Aan het einde van het eerste hoofdstuk heeft de auteur een top 5 van zijn favoriete afleveringen opgenomen:
- Marge vs. the Monorail
- Rosebud
- Deep Space Homer
- El Viaje Misterioso de Nuestro Jomer (The Mysterious Voyage of Homer)
- #1 - Last Exit to Springfield, met een lange en gedetailleerde beschrijving van de aflevering.

Homer Simpson · Marge Simpson · Bart Simpson · Lisa Simpson · Maggie Simpson · Abraham Simpson · Patty en Selma Bouvier · Jacqueline Bouvier · Mona Simpson · Santa's Little Helper · Snowball II · Familie Bouvier
Jasper Beardley · Comic Book Guy · Eddie en Lou · Maude Flanders · Ned Flanders · Professor Frink · Barney Gumble · Julius Hibbert · Lionel Hutz · Eerwaarde Lovejoy · Kapitein Horatio McCallister · Hans Moleman · Bleeding Gums Murphy · Apu Nahasapeemapetilon · Mayor Joe Quimby · Dr. Nick Riviera · Agnes Skinner · Cletus Spuckler · Squeaky Voiced Teen · Disco Stu · Moe Szyslak · Kirk Van Houten · Luann Van Houten · Chief Clancy Wiggum
Gary Chalmers · Rod en Todd Flanders · Jimbo Jones · Kearney · Edna Krabappel · Otto Mann · Nelson Muntz · Martin Prince · Seymour Skinner · Milhouse Van Houten · Ralph Wiggum · Groundskeeper Willie · andere studenten
Montgomery Burns · Carl Carlson · Lenny Leonard · Waylon Smithers
Itchy en Scratchy · Kent Brockman · Krusty de Clown · Troy McClure · Rainier Wolfcastle · Radioactive Man
Snake · Kang & Kodos · Sideshow Bob · Fat Tony
Treehouse of Horror
Bart vs. the World · Bart Simpson's Escape from Camp Deadly · The Simpsons Arcadespel · Bart vs. the Space Mutants · Bart's House of Weirdness ·Bart vs. The Juggernauts · Krusty's Fun House · Bartman Meets Radioactive Man · Bart's Nightmare · The Itchy and Scratchy Game · Virtual Bart · Bart and the Beanstalk · Itchy & Scratchy in Miniature Golf Madness · Cartoon Studio · Virtual Springfield · Night of the Living Treehouse of Horror · Bowling · Wrestling · Road Rage · Skateboarding · Hit & Run · The Simpsons Game · The Simpsons: Tapped Out
The Simpsons · The Simpsons Pinball Party
Strips: Simpsons Comics · Bart Simpson serie · Itchy & Scratchy Comics · Bart Simpson's Treehouse of Horror · Futurama/Simpsons Infinitely Secret Crossover Crisis
Tijdschrift: Simpsons Illustrated
Boeken: Bart Simpson's Guide to Life · Family Album · Library of Wisdom · Complete Guides · Planet Simpson · The Simpsons and Philosophy
Actiefiguurtjes: World of Springfield
The Simpsons Movie
Bankgrap ·
Canyonero · 
D'oh! · 
Duff Beer · 
Schoolbordgrap · 